# Стейпли, Гарольд
Гарольд «Гарри» С. Стейпли (англ. Harold «Harry» S. Stapley; 29 апреля 1883 — 29 апреля 1937) — английский футболист, чемпион Олимпийских игр 1908 года.

## Биография
Первоначально Гарольд Стейпли работал учителем в разных частях страны, играя в футбол за разные местные клубы. В 1904 году начал работать в колледже Вудфорда (Woodford College) и стал капитаном местной команды «Вудфорд Таун». В середине сезона 1905/1906 годов присоединился к клубу «Вест Хэм Юнайтед», где провёл два с половиной сезона, сыграв 75 матчей и забив 41 мяч. В 1908 году Стейпли принял приглашение переехать в город Глоссоп в графстве Дербишир, где местный руководитель, сэр Сэмюэл Хиллвуд, вкладывал много денег, чтобы оживить «Глоссоп Норт Энд», местный ослабевший клуб . Брат Гарольда, Уилл, который выигрывал любительские международные соревнования на позиции центрального защитника, тоже переехал в Глоссоп, но в конце концов именно Гарольд стал любимцем публики, поскольку по-прежнему забивал много голов. Он был лучшим бомбардиром «Глоссопа» в каждом сезоне с 1908 по 1912 годы, забив в 135 матчах 67 голов.  
Однако прежде всего Стейпли был в Глоссопе личным учителем и тренером по игре в футбол и крикет для сыновей сэра Сэмюэла Хиллвуда. Особенных успехов он добился как крикетный тренер, поскольку та база, которую он заложил, позднее отшлифованная Джорджем Хирстом в Итоне, позволила впоследствии всем трём парням выигрывать соревнования по крикету в Оксфорде и Кембридже. С годами Стейпли пользовался всё большим доверием сэра Сэмюэла, а после избрания Хиллвуда в депутаты парламента от округа Хай-Пик исполнял функцию его личного секретаря. Также назначался своим патроном в советы директоров различных местных кампаний. 

## Международная футбольная карьера
Несмотря на то, что Стейпли сыграл 12 матчей за любительские сборные, он никогда не привлекался в национальную сборную Англии, хотя за это время она сменила восемь центрфорвардов. В то же время на Олимпийских играх он был членом сборной Великобритании. Во время победного для неё футбольного турнира забил 6 мячей, 4 из которых — в полуфинальном матче со сборной Нидерландов.